# Iris kobasensis
Iris kobasensis är en irisväxtart som beskrevs av Iuliu Prodan. Iris kobasensis ingår i släktet irisar, och familjen irisväxter. Inga underarter finns listade i Catalogue of Life.